# Trachylepis ozorii
Espèce
Synonymes
- Mabuya ozorii Bocage, 1893

Trachylepis ozorii est une espèce de sauriens de la famille des Scincidae.

## Répartition
Cette espèce est endémique de l'île d'Annobón en Guinée équatoriale.

## Étymologie
Cette espèce est nommée en l'honneur de Balthazar Osorio (1855-1926).

## Publication originale
- Bocage, 1893 : Diagnoses de deux nouveau reptiles de l'île de Anno-Bom. Jornal de Sciências, Mathemáticas, Physicas e Naturaes, Lisbõa, sér. 2, vol. 3, p. 47-48 (texte intégral).